# Over Jerstal
Over Jerstal (tysk: Ober Jersdal) er en by i Sønderjylland med 1.112 indbyggere  (2024), beliggende 5 km vest for Vedsted, 22 km nordvest for Aabenraa, 7 km syd for Vojens og 17 km sydvest for Haderslev. Byen hører til Haderslev Kommune og ligger i Region Syddanmark. I 1970-2006 hørte Over Jerstal til Vojens Kommune.
Over Jerstal hører til Vedsted Sogn. Vedsted Kirke ligger i den sydlige ende af Vedsted ved Vedsted Sø.

## Faciliteter
- Fællesskolen Bevtoft-Over Jerstal har 0.-6. klassetrin. Elevtallet var i 2019 246 og i 2021 233, heraf i Over Jerstal hhv. 161 og 152.[2]
- Over Jerstal Idrætshal er bygget sammen med skolen og der er boldbaner uden for. Hallen benyttes af Over Jerstal Badmintonklub, Over Jerstal Fodboldklub og Over Jerstal Håndboldklub.[3]
- "Vores Børnehave" har en afdeling i Vedsted med 4 ansatte og en afdeling i Over Jerstal med 7 ansatte.[4] Det er planlagt at de to afdelinger sammen med en vuggestue skal samles i et børnecenter på Over Jerstal Skole ved slutningen af 2024. Det forventes at rumme 138 skoleelever og 56 børnehavebørn.[5]
- Byen har en bypark.

## Historie

### Skausminde
Midt i byen, hvor områdecenter Skausminde lå, blev der i 1912 i gæstgiver og købmand Mathias Skaus have udgravet en gravhøj med en bronzealdergrav. Der fandt man bl.a. et meget flot bronzesværd. Da man i 1988 skulle til at opføre områdecenteret, blev der igen foretaget en udgravning i den samme høj. Da fandt man en grav fra stenalderen under den tidligere fundne bronzealdergrav.

### Over Jerstal-Kredsen
Lige vest for byen findes en gravplads, der har været hjemsted for en germansk stamme i ældre romersk jernalder (fra cirka 50 f.Kr. til ca. 200 e.Kr).

### Jernbanen
Over Jerstal fik jernbanestation på Vamdrup-Padborg-banen, hvis strækning Padborg-Vojens blev åbnet 1. oktober 1864. Den første stationsbygning var en rødstensbygning lige syd for Hovedgaden. I 1914 byggede man en ny stationsbygning fordi den gamle blev for lille, da Over Jerstal blev knudepunkt.
Over Jerstal fik i 1904 amtsbanegård på Haderslev Amts Jernbaners strækning Ustrup-Toftlund. Ustrup station blev hermed et knudepunkt, fordi den allerede i 1899 havde fået forbindelse med både Haderslev og Vojens. Fra Toftlund blev amtsbanen forlænget mod vest til Arnum i 1910 og i 1911 videre til Skærbæk, hvor der var forbindelse med statsbanen Ribe-Tønder Jernbane. Strækningen Haderslev-Toftlund blev nedlagt i 1939 som den sidste rest af Haderslev Amtsbaner. Under Besættelsen havde statsbanestationen 18 ansatte selvom den ikke længere var knudepunkt.
Amtsbanen krydsede statsbanen på en bro i en stor bue. Fra Skausvej mod vest er ½ km banetracé i buen bevaret som grussti. Amtsbanegården er bevaret på Stationsvej 4. Den blev til forsamlingshus i 1941, hvor der blev tilbygget en sal. Over Jerstal Forsamlingshus virkede omkring 25 år inden det blev nedlagt. Der er nu ungdomsklub i salen, og den gamle stationsbygning er privat bolig.
Statsbanestationen blev nedsat til trinbræt i 1973 og helt nedlagt i 1974. Men den var krydsningsstation indtil dobbeltsporet på strækningen var færdigt i 1996. Stationsbygningen forfaldt og blev revet ned i 1983.

## Stationsbyen
På det lave målebordsblad efter 1920 ses hotel ved stationen, mejeri og lægebolig. Vesterkroen lå ved byens gamle vejkryds, som ikke længere findes fordi Vojensvej er ført vest om bymidten og Tøndervej er ført nord om.

### Greisen
Mekaniker Bent Greisen husker at der sidst i 1940'erne og 1950'erne var følgende forretninger:
5 købmænd, en tatol, 3 smedeværksteder, et maskinværksted, 3 benzintanke, 2 bagere, et bageriudsalg, 2 malerforretninger, en farvehandler, en autolakerer, 2 elektrikere, 7 vognmandsforretninger, 2 isenkræmmere, 2 cykelhandlere, 2 barberer, 2 damefrisører, 3 murerforetninger, et mejeri, en træskomand, en skomager, en bogbinder med boghandel, en lakfabrik, 3 lillebilforretninger (taxa ), en tandlæge, 2 skræddere, en mølle, en mælkemand, en manufakturhandler med skohandel, en gartner, 2 læger, en jordemoder, en sejlmager, en møbelpolster, en møbelforretning, en sypige, en ostemand, en rulleforretning, en kro, 2 tømrer, en snedker, en hjulmager, en telefoncentral, en imprægneringsanstalt, en skole, en mekaniker, en kartoffelsorteringscentral, et posthus med 4 bude samt en banegård med mange ansatte.